# بورشا ويليامز
بورشا ديان ويليامز (مواليد 22 يونيو 1981) شخصية وعارضة أزياء وممثلة تلفزيونية أمريكية. تألقت ويليامز في المسلسل التلفزيوني ربات البيوت الحقيقيات من أتلانتا منذ موسمه الخامس في عام 2012 وطبق الأمة منذ موسمه الثاني في عام 2013، وانتهت في المركز الثامن في مبتدئ المشاهير الجديد في عام 2017. كانت متزوجه من لاعب كرة القدم كورديل ستيوارت على حفلات الزفاف البلاتين، لكنهما انفصلا في عام 2013.